# Marian Langiewicz

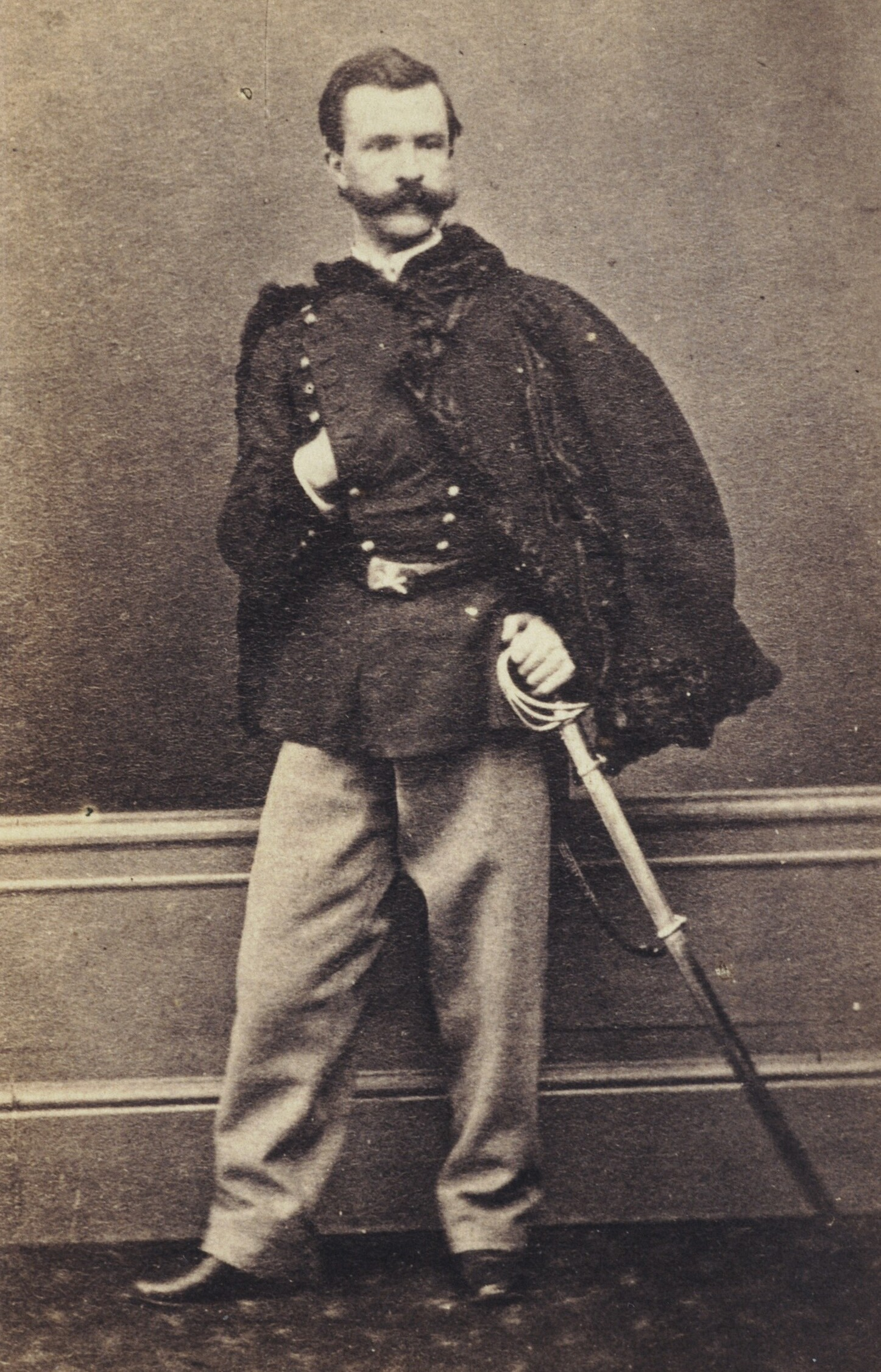
Marian Langiewicz

Marian Langiewicz (* 5. August 1827 in Krotoschin; † 10. Mai 1887 in Konstantinopel) war ein polnischer Unabhängigkeitskämpfer und war während des Januaraufstandes 1863 für kurze Zeit Diktator.

## Frühe Jahre
Der Vater war Arzt und schloss sich 1830 dem polnischen Novemberaufstand an. Der Sohn besuchte das Gymnasium in Posen und studierte anschließend in Breslau, wo er sich vor allem der Mathematik widmete. Im Jahr 1848 wechselte er nach Prag und studierte vor allem slawische Sprachen. Er nahm in dieser Zeit auch am Slawenkongress teil. Nach der Revolution von 1848/49 kehrte er nach Breslau zurück und nahm kurze Zeit später eine Stelle als Hauslehrer im russischen Teil Polens an. Zwei Jahre später konnte er seine Studien in Breslau und dann in Berlin fortsetzen. Er diente als Einjährig-Freiwilliger bei der preußischen Artillerie. Als es 1859 zur Mobilisierung der preußischen Armee kam, wurde er einberufen und leistete Offiziersdienst. Dadurch stiegen seine militärischen Kenntnisse an. Nach der Demobilisierung setzte er das Studium fort. Neben der Mathematik widmete er sich der Strategie. 
Im Jahr 1860 ging es nach Paris und lehrte an der dortigen von Ludwik Mierosławski gegründeten polnischen Militärschule. Im selben Jahr ging er nach Italien und wurde Adjutant von General Alexander Milbitz. Mit diesem machte er  die Expedition Garibaldis nach Neapel (Zug der Tausend) mit. Danach lehrte er an der polnischen Militärschule in Genua und Cuneo. Kurze Zeit später  ging er nach Paris und erfuhr dort 1863 vom Januaraufstand im russischen Teil Polens.

## Januaraufstand

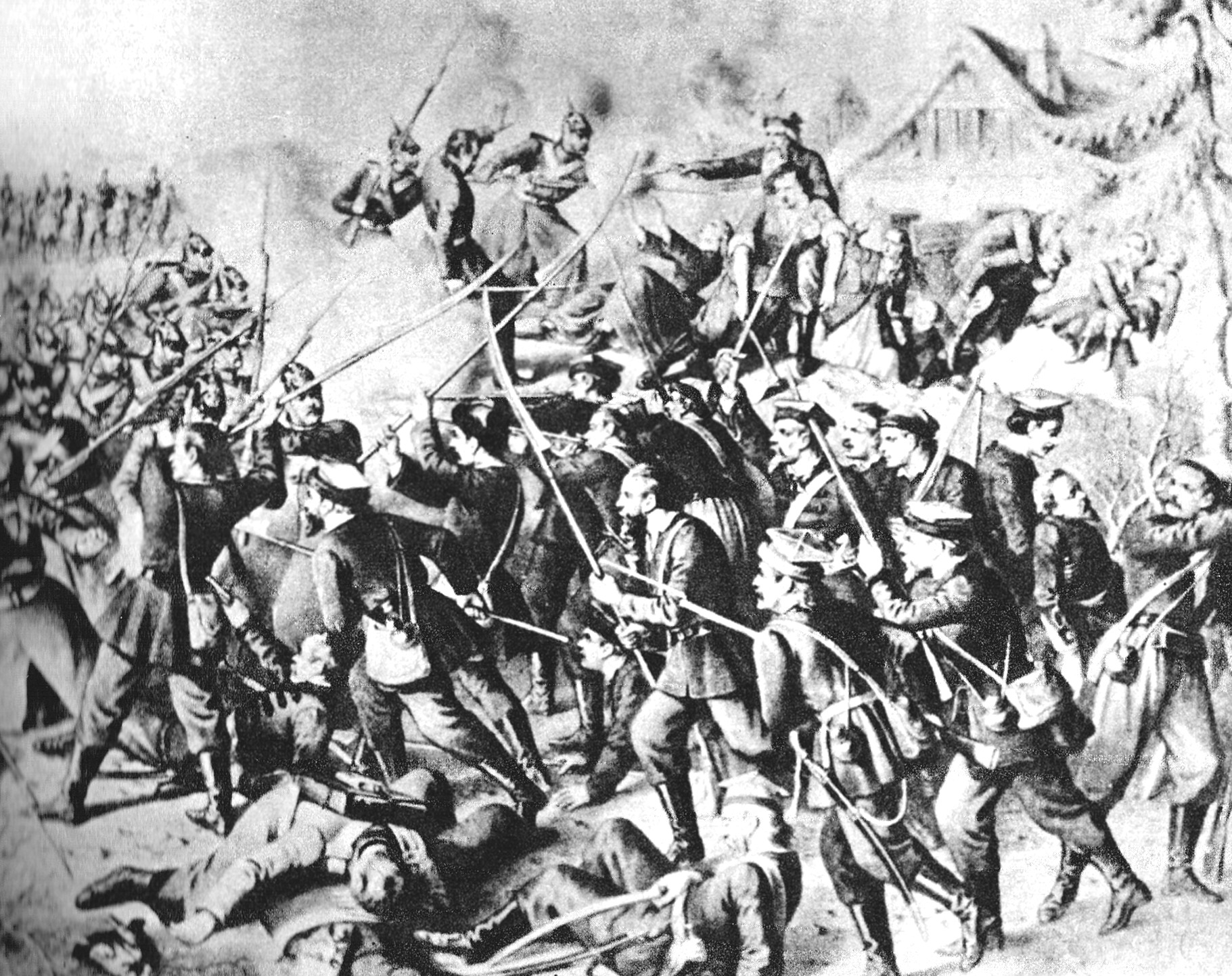
Gefecht bei Małogoszcz

Langiewicz  kehrte daraufhin nach Polen zurück und schloss sich den Aufständischen an. Er befehligte zunächst mit Erfolg Einheiten der Aufständischen in der Gegend von Sandomierz. Er sammelte eine Truppe von etwa 3000 Mann aus Arbeitern, Studenten und Bauern. Auch baute er eine Munitionsproduktion auf. Nur ein geringer Teil war mit Gewehren, die meisten mit Sensen und ähnlichen Waffen ausgerüstet. Besser bewaffnet waren seine beiden 600 Mann starken Kavallerieregimenter. Ihm gelang es russischen Angriffen zu widerstehen. Er siegte bei Wąchock und bei Małogoszcz, wobei er zahlreiche Waffen erbeuten konnte. 
Dies machte ihn in Polen populär. Die in Krakau stark vertretene gemäßigte Partei der „Weißen“ sah die Chance ihn im Machtkampf mit dem radikaleren „roten“ Zentralkomitee in Warschau zu benutzen. Vom Komitee der Weißen wurde er am 10. März 1863 zum Diktator ausgerufen. Dieser Schritt wurde von den Warschauern nach Klärung einiger Vorbehalte akzeptiert. Zwischen dem 12. und 21. März war Langiewicz allgemein anerkannter Diktator. 
Daraufhin vereinigte er seine Truppen mit den übrigen bestehenden Einheiten auf dem linken Weichselufer. Allerdings gab er damit den Vorteil der kleinen Einheiten auf, die der russischen Armee leichter entwischen konnten, als eine regelrechte Armee. In der Folge kam es auch zu Konflikten mit Vertretern des hohen Adels etwa in der Besetzung von Offiziersstellen. Einige Adelige, die sich einen Offiziersposten angemaßt hatten, ließ er vor das Kriegsgericht stellen und verlangte das Todesurteil. Das Gericht, dass teilweise aus Mitgliedern des hohen Adels bestand, sprach die Angeklagten frei. 
Über die weitere Entwicklung gibt es unterschiedliche Angaben. Nach einer Darstellung legte Langiewicz sein Amt als Diktator nieder. Andere sprechen davon, dass ein Kriegsrat die erneute Aufteilung der Truppen und die Rückkehr zum Partisanenkrieg beschloss. Für das Ende der Diktatorschaft spielten auch einige militärische Niederlagen eine Rolle.

## Im Exil

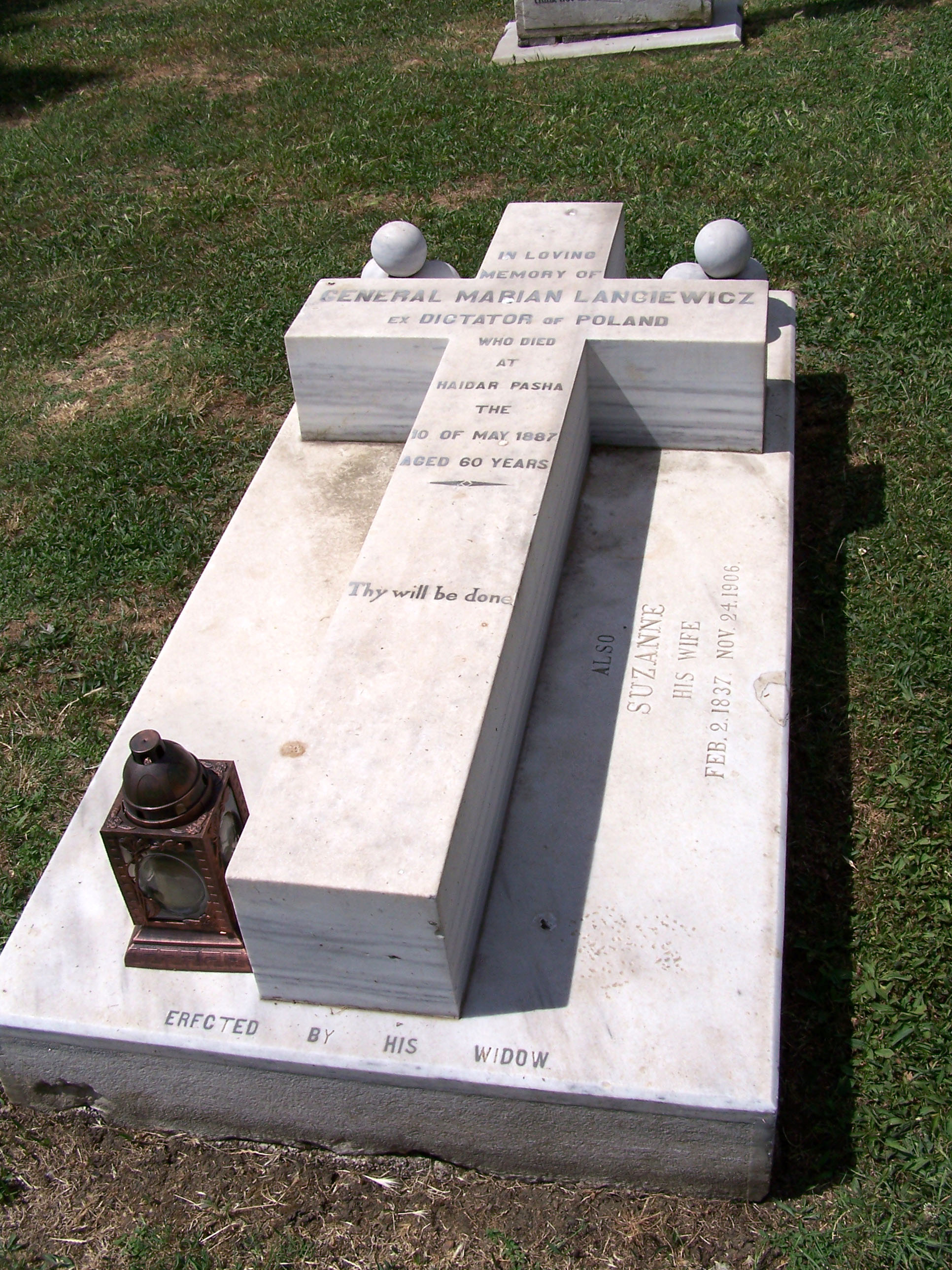
Grab von Marian Langiewicz auf dem Friedhof von Haydarpaşa

Bei dem Versuch, durch österreichisches Gebiet zu reisen, wurde er erkannt und gefangen genommen und schließlich auf der Festung Josefstadt interniert. Im Jahr 1864 verlangte die Schweiz, die ihm zuvor das Staatsbürgerrecht verliehen hatte, seine Freilassung. Erst nachdem auch der österreichische Abgeordnete Karl Rechbauer sich für Langiewicz eingesetzt hatte, kam dieser frei. Er lebte nach einer Zeit in der Schweiz später im osmanischen Reich. Er soll dort unter dem Namen Ibrahim Bey oder als Langie Bey als hoher Beamter beim Arsenal in Konstantinopel tätig gewesen sein.